# Microplitis gortynae
Microplitis gortynae är en stekelart som beskrevs av Riley 1881. Microplitis gortynae ingår i släktet Microplitis och familjen bracksteklar. Inga underarter finns listade i Catalogue of Life.